# Galium transcarpaticum
Galium transcarpaticum là một loài thực vật có hoa trong họ Thiến thảo. Loài này được Stojko & Tasenk. mô tả khoa học đầu tiên năm 1979.